# 北京大学蔵西漢竹書
『北京大学蔵西漢竹書』（ペキンだいがくぞうせいかんちくしょ）は、『北大漢簡』（ほくだいかんかん）ともいい、中国の北京大学が所蔵する前漢の竹簡群である。

## 概要
2009年1月11日、海外流出した大量の前漢の竹簡が北京大学に寄贈された。竹簡の総数は3346枚、そのうち完整簡は2300枚以上におよぶ。竹簡の年代は前漢中期にあたり、その多くは武帝期に書写されたものと考えられている。
- 「蒼頡篇」86枚
- 「趙正書」51枚
- 「老子」280枚
- 「周馴」221枚
- 「妄稽」107枚
- 「その他」31枚
- 「反淫」59枚
- 「日書」695枚
- 「日忌」414枚
- 「日約」183枚
- 「揕輿」77枚
- 「雨書」65枚
- 「六博」49枚
- 「荊決」39枚
- 「節」65枚
- 「医書」711枚

### 釈読
- 北京大学出土文献研究所『北京大学蔵西漢竹書』上海古籍出版社、2012-2015年。
- 早稲田大学簡帛研究会「北京大学蔵西漢竹書『趙正書』訳注」『史滴』第40巻、早稲田大学東洋史懇話会、2018年、71-106頁、ISSN 0285-4643、NAID 40021837355。

### 概説
- 工藤元男『占いと中国古代の社会 発掘された古文献が語る』（2011年，東方書店）
- 横田恭三『中国古代簡牘のすべて』（2012年，二玄社）
- 中国出土資料学会『地下からの贈り物 : 新出土資料が語るいにしえの中国』東方書店〈東方選書〉、2014年6月1日。ISBN 9784497214119。

### 論考
- 藤田, 忠「北京大学蔵西漢竹書『趙正書』について」『国士舘人文学』第44巻、国士舘大学文学部人文学会、2012年、109-123頁、ISSN 2187-6525、NAID 120005957627。
- 工藤, 卓司「北京大学蔵西漢竹書『趙正書』における「秦」叙述」『中国研究集刊』第63巻、大阪大学中国学会、2017年、188-212頁、ISSN 0916-2232、NAID 120006498351。